# George Lee (jornalista)
George Lee (nascido em 27 de setembro de 1962) é um economista irlandês, jornalista, apresentador de televisão e rádio e ex-político do Fine Gael . Trabalha na RTÉ desde 1992. Desde 2019 é Correspondente de Meio Ambiente da RTÉ Notícias e Atualidades . Anteriormente, ele foi editor de economia em 1996.
Lee deixou a RTÉ e tornou-se um Teachta Dála (TD) para o distrito eleitoral de Dublin South em junho de 2009, vencendo uma eleição suplementar com uma maioria de 53,4% e foi referido como um "TD celebridade". Em 8 de fevereiro de 2010, Lee anunciou sua renúncia tanto do Fine Gael quanto do Dáil Éireann, tendo passado nove meses na política. Seu raciocínio era que ele não tinha "praticamente nenhuma influência ou contribuição". Ele voltou para a RTÉ em maio de 2010, e apresentou Mind Your Business, seguido por The Business na RTÉ Radio 1 de 2010. Durante seu tempo na RTÉ News, ele foi nomeado Jornalista Irlandês do Ano por descobrir um grande escândalo de evasão fiscal e cobrança excessiva no National Irish Bank.

## Biografia
O pai de Lee era mecânico de automóveis e sua mãe cabeleireira. Lee foi o sétimo em uma família de oito filhos e cresceu em Templeogue, Dublin. Ele frequentou Coláiste Éanna, uma escola de irmãos cristãos no subúrbio de Ballyroan, em Dublin . Lee é formado pela University College Dublin e possui mestrado em Economia pela London School of Economics, onde sua área de especialização foi economia do trabalho e desemprego.
Ele é casado com Mary Lee (née Kitson), eles têm dois filhos, Alison e Harry, e vive em Cabinteely. Lee viajou para trabalhar na RTÉ usando um Segway, uma vez fazendo um teste ao vivo no Tubridy Tonight.

## Carreira
Lee ingressou no serviço público como oficial executivo no Escritório Central de Estatísticas. Dois anos depois, ele começou na University College Dublin, onde estudou economia com acadêmicos como Brendan Walsh e Peter Neary.
Antes de sua mudança para a radiodifusão, ele lecionou na NUI, Galway e depois trabalhou como jornalista no The Sunday Business Post. Lee também foi Economista Sênior na Riada Stockbrokers. Ele também trabalhou como Economista do Tesouro na FTI e como economista de pesquisa no Banco Central da Irlanda.
De 1992 a 2009 trabalhou na RTÉ, o serviço público de radiodifusão da Irlanda . Ele foi nomeado Editor de Economia da RTÉ em 1996. Lee foi nomeado Jornalista Irlandês do Ano, junto com Charlie Bird, em 1998, depois que eles descobriram um grande escândalo de evasão fiscal e cobrança excessiva no National Irish Bank . Ele criou, pesquisou e apresentou várias séries de televisão, incluindo Moneybox, More To Do, Winds of Change e Beyond the Berlin Wall . Ele é considerado um "guru da economia". Deixou a RTÉ "no final dos anos 1990" para trabalhar na BCP Stockbrokers. Ele deixou o emprego e voltou ao posto da RTÉ no dia seguinte.
Antes de embarcar em sua carreira política, ele filmou uma série de quatro partes baseada na queda do Muro de Berlim em 2008. Foi ao ar na RTÉ One em novembro de 2009.
George Lee foi parodiado na comédia dos anos 1990 Bull Island, onde foi visto "olhando ameaçadoramente para as lentes de uma câmera", e também apareceu no Nob Nation da RTÉ 2fm.

### Carreira política

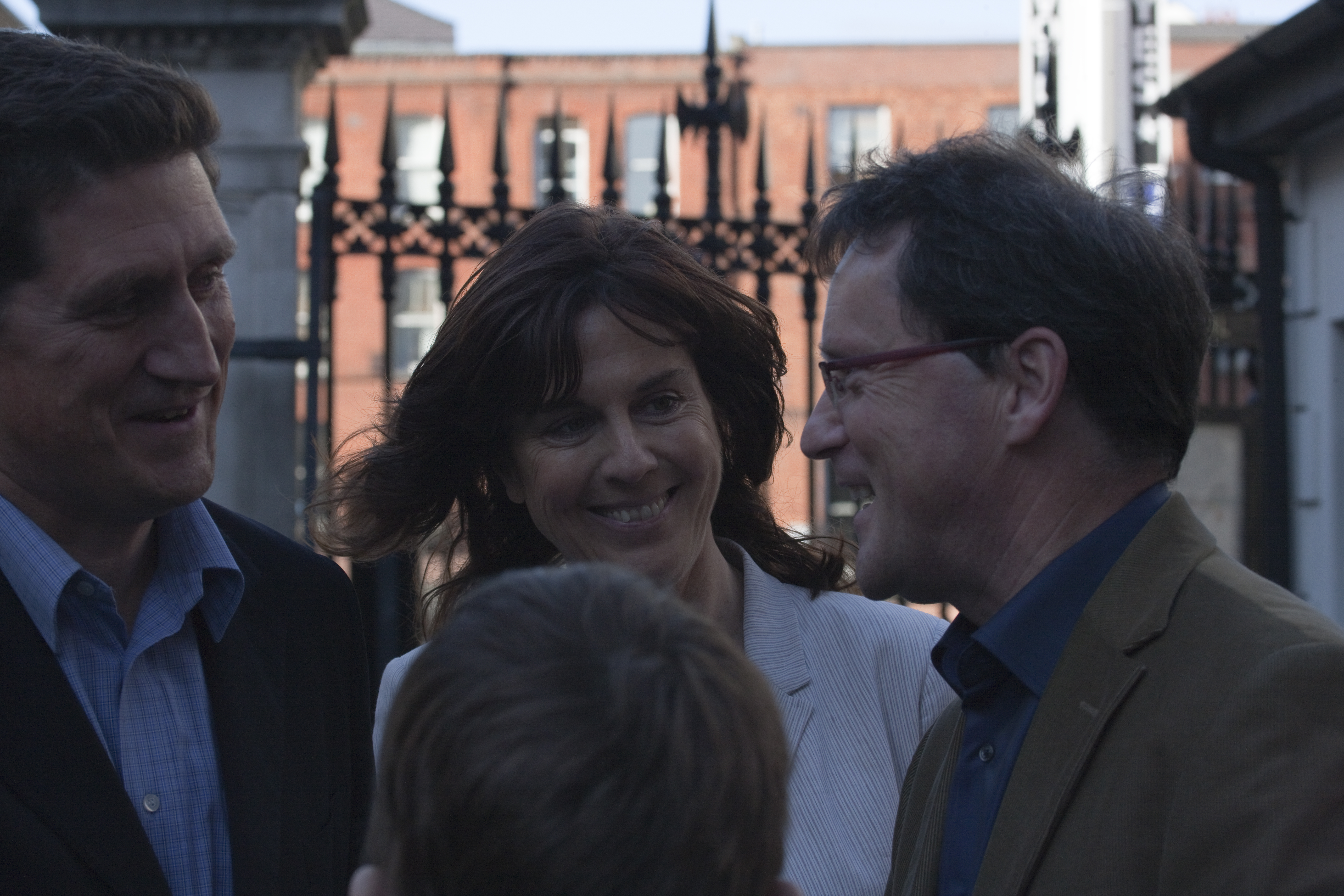
Lee (à direita) com Eamon Ryan (à esquerda) e Déirdre de Búrca (ao centro) no segundo referendo sobre o Tratado de Lisboa.

Em 5 de maio de 2009, no News at One da RTÉ Radio 1, Lee anunciou que estava renunciando ao cargo de editor econômico da RTÉ e anunciou sua intenção de buscar a indicação do Fine Gael para a eleição suplementar de Dublin South em 2009. Lee tirou um ano de licença não remunerada da RTÉ em maio de 2009. Em 6 de maio de 2009, Lee foi escolhido como candidato do Fine Gael para a eleição parcial. Ele foi o único candidato à indicação.
Ele foi eleito na primeira contagem para representar Dublin South em 6 de junho de 2009. Ele recebeu mais de 53% do 1º voto de preferência. No total, ele recebeu 27.768 votos de 1ª preferência. Sua posição na RTÉ foi preenchida pelo editor da Europa Sean Whelan, mas apenas como correspondente. Em vez disso, David Murphy foi promovido a Editor de Negócios. Quando eleito, Lee foi referido como um "Celebrity TD".
Em uma pesquisa de opinião sobre o apoio a possíveis candidatos nas eleições presidenciais de 2011 conduzidas pelo Sunday Independent em outubro de 2009, Lee ficou em terceiro lugar, recebendo 12% de apoio, na frente do ex- Taoiseach Bertie Ahern entre outros políticos de destaque.
Lee destacou o fracasso da EMPG, a holding da editora americana Houghton Mifflin Harcourt, e o impacto potencial sobre os contribuintes irlandeses dos empréstimos concedidos pelo Anglo Irish Bank aos investidores da EMPG em 13 de janeiro de 2010. Lee viu isso como outro exemplo da necessidade urgente de uma investigação sobre a crise bancária irlandesa.

### Desistência da política
Em 8 de fevereiro de 2010, ele anunciou sua renúncia ao Fine Gael e ao Dáil Éireann, por não ter "praticamente nenhuma influência ou contribuição" para moldar as políticas econômicas do Fine Gael em um momento de turbulência econômica. Descobriu-se que em 2 de fevereiro, Lee se encontrou com o líder do Fine Gael, Enda Kenny, e disse a ele sobre sua intenção de renunciar. Kenny então ofereceu a Lee o cargo de porta-voz do planejamento econômico. Falando a repórteres do lado de fora de Leinster House logo após seu anúncio, Lee disse que teria sido desonesto aceitar o cargo: "Não tive absolutamente nenhuma opinião por nove meses. Acho que tive que ser honesto comigo mesmo e honesto com o eleitorado sobre isso e não fingir." Questionado se sua renúncia foi um voto de desconfiança em Kenny, Lee disse que "certamente há muitos murmúrios grandes no momento em relação à posição do líder". Ele disse que teve "envolvimento mínimo" com o porta-voz financeiro do Fine Gael, Richard Bruton."Tive no máximo duas ou três conversas com Richard Bruton em um período total de nove meses. Não sei como está meu relacionamento com [ele] ", disse Lee.
Kenny observou que Lee foi nomeado presidente do comitê de política econômica do partido e também de seu fórum. "Eu esperava um papel muito importante para [George Lee] no próximo período com o Fine Gael." O porta-voz de Kenny posteriormente rejeitou a proposição de que a renúncia teve implicações para sua liderança. Ele citou o endosso público de Kenny por 20 deputados Dáil ao longo do fim de semana. O ex-líder do Fine Gael, Michael Noonan, disse que ficou surpreso com a decisão: "Achei que George Lee estava se encaixando bem", acrescentando que acreditava que teria sido membro do gabinete em um governo liderado pelo Fine Gael.
George Lee foi criticado após sua renúncia pelo senador Eoghan Harris, que falava no programa Lunchtime da Newstalk Radio. Harris sugeriu que considerações financeiras e longas horas de trabalho dos políticos foram as razões pelas quais Lee renunciou. Fine Gael TD Brian Hayes, que era o gerente de campanha de Lee na eleição suplementar de Dublin South, disse que em discussões com Lee, este último reclamou de "uma grande redução em sua renda" desde que deixou a RTÉ para se tornar um backbencher do Dáil. Lee negou que considerações financeiras tivessem algo a ver com sua decisão de deixar a política.

### Retorno a RTÉ
A RTÉ recebeu uma carta de Lee confirmando suas intenções de retornar após sua licença. O Sunday Tribune disse em 14 de fevereiro de 2010 que teria que esperar três meses antes de retornar à RTÉ. Exatamente um ano após deixar a RTÉ, voltou à emissora em 5 de maio de 2010. Ele trabalhou como consultor na mesa de negócios da RTÉ. Ele apresentou Mind Your Business na RTÉ Radio 1 nas manhãs de sábado como um substituto de verão para The Business.
Quando John Murray passou a apresentar seu próprio programa, Lee assumiu o cargo de The Business em 4 de setembro de 2010 nas manhãs de sábado na RTÉ Radio 1. Além da edição para rádio, Lee apresentou uma versão televisionada na RTÉ One, também intitulada The Business.
Lee é correspondente ambiental da RTÉ desde 27 de junho de 2019.